# Efectul Barnum
Efectul Barnum, numit și efectul Forer, este un fenomen psihologic obișnuit, prin care oamenii acordă evaluări de înaltă precizie descrierilor personalității lor, presupuse a fi adaptate în mod specific pentru ei și care sunt, de fapt, vagi și destul de generale pentru a se aplica unui grup mare de oameni.
Acest efect poate oferi o explicație parțială pentru acceptarea pe scară largă a unor credințe și practici paranormale, cum ar fi astrologia, prezicerea, citirea aurei și unele tipuri de teste de personalitate.  
Aceste practici de "citit" personalitatea și viitorul sunt adesea folosite de escroci ca o tehnică  de convingere a victimelor că sunt înzestrate cu capacități paranormale. Deoarece evaluările sunt suficient de vagi, oamenii le interpretează ca fiind specifice lor, astfel încât evaluarea devine "personală" pentru ei. De asemenea, de remarcat că oamenii sunt mai dispuși să accepte evaluări negative dacă persoanele care prezintă evaluarea sunt percepute ca profesioniști cu înaltă calificare. 
Termenul "efect Barnum" a fost inventat în 1956 de către psihologul Paul Meehl în eseul său Wanted - A Good Cookbook.

## Prezentare generală
Efectul Barnum se manifestă ca răspuns la afirmațiile numite " afirmații Barnum", adică caracteristicile generale atribuite unui individ sunt percepute ca fiind adevărate pentru el, chiar dacă declarațiile sunt atât de generale încât s-ar putea aplica aproape oricui.                                Astfel de tehnici sunt folosite de ghicitoare în cărți, în bobi, în cafea, de astrologi și de alți escroci pentru a convinge clienții plătitori că aceștia, ghicitoarele și astrologii, sunt în realitați înzestrați cu daruri paranormale. 
Efectul Barnum este un exemplu specific al așa-zisului "fenomen de acceptare", care descrie tendința generală a oamenilor "de a accepta aproape orice feedback fals al personalității lor". Un fenomen asociat și mai general este cel al validării subiective. Evaluarea subiectivă apare atunci când două evenimente care nu sunt legate sau chiar aleatoare sunt percepute a fi legate, deoarece o credință, o așteptare sau o ipoteză necesită o relație. De exemplu, în timp ce citiți un horoscop, oamenii caută în mod activ o corespondență între conținutul său și percepția lor asupra propriei lor personalități.

## Cercetări mai vechi
În 1947, un psiholog numit Ross Stagner a cerut unui număr de manageri de personal să accepte un test de personalitate. După ce au făcut testul, Stagner, în loc să răspundă cu feedback pe baza răspunsurilor individuale reale, le-a prezentat fiecăruia un feedback generalizat care nu avea nicio legătură cu răspunsurile lor la teste, dar care se baza, în schimb, pe horoscoape, analize grafice și altele la fel. Fiecare dintre manageri a fost întrebat apoi cât de corectă este evaluarea lui sau a ei. Mai mult de jumătate a descris evaluarea ca fiind exactă și aproape niciunul nu a descris-o ca fiind greșită. 
În 1948, în ceea ce a fost descris ca un "experiment clasic" psihologul Bertram R. Forer a dat un test psihologic - așa-numitul "Diagnostic Interest Blank" - la 39 de studenți ai săi de la psihologie, cărora le-a spus că fiecare va primi câte o vignetă sau schiță de personalitate pe baza rezultatelor testului. O săptămână mai târziu, Forer a dat fiecărui elev o schiță pretins individualizată și a cerut fiecăruia să evalueze cât de bine a aplicat. În realitate, fiecare elev a primit aceeași schiță, care cuprinde următoarele elemente: 
1. Aveți o mare nevoie de alte persoane care să vă placă și să vă admire.
2. Aveți tendința de a fi critic cu sine.
3. Mare parte din capacitatea dumneavoastră, neutilizată încă, nu ați activat-o în avantaj personal.
4. În timp ce aveți unele trăsături slabe de personalitate, aveți altele puternice care le compensează.
5. Disciplinat și stăpânit în afară, aveți tendința de a fi îngrijorat și nesigur în interior.
6. Uneori aveți îndoieli serioase cu privire la faptul de a fi luat o decizie corectă sau de a fi făcut corect un lucru.
7. Preferați schimbările și varietatea și rămâneți nesatisfăcut atunci când vi se impun restricții și limitări.
8. Vă flatați cu ideea că sunteți un gânditor independent care nu acceptă ideile altora fără dovezi satisfăcătoare.
9. Ajustarea dumneavoastră sexuală v-a cauzat probleme.
10. Găsiți că este imprudent să fiți prea franc în a vă dezvălui altora.
11. Uneori sunteți extrovertit, afabil, sociabil, în timp ce alteori sunteți introvertit, prudent, rezervat.
12. Unele dintre aspirațiile dumneavoastră tind să fie destul de nerealiste.
13. Securitatea este unul dintre obiectivele majore în viața dumneavoastră.

În medie, studenții au evaluat precizia caracterizării ca fiind de 4,30 pe o scară de la 0 (foarte slabă) la 5 (excelentă). Numai după ce ratingurile au fost marcate, profesorul a dezvăluit că fiecare elev a primit o schiță identică întocmită de Forer după o carte de astrologie de la un chioșc. Schița conținea declarații vagi și destul de generale pentru a se aplica majorității oamenilor. 
Efectul Forer este, de asemenea, cunoscut sub numele de "efect Barnum", un termen inventat în 1956 de psihologul american Paul Meehl în eseul său "Wanted - A Good Cookbook", deoarece el asociază descrierile vagi de personalitate, folosite în anumite  teste de "succes", cu cele date de showmanul PT Barnum. 
Forer a atribuit efectul unui fenomen psihic numit de el credulitate(gullibility).  Efectul - s-a declarat - a confirmat așa-numitul " principiu Pollyanna ", care afirmă că indivizii tind să "folosească sau să accepte cuvinte pozitive de feedback mai frecvent decât cuvinte negative de feedback".

## Repetarea studiului
Doi factori sunt importanți în producerea efectului Forer, conform rezultatelor studiilor de replicare. Conținutul descrierii oferite este important, punându-se accentul în mod special pe raportul dintre evaluările pozitive și negative ale trăsăturilor. Celălalt factor important este că subiectul crede în onestitatea persoanei care oferă feedback.  Studiul a fost repetat din nou în 2011, cu declarațiile modificate, astfel încât acestea să se aplice mai degrabă organizațiilor decât persoanelor fizice. Rezultatele au fost similare, ceea ce sugerează că oamenii antropomorfizează organizațiile și sunt "gullibili" atunci când le interpretează ca pe niște personajele.
Efectul este constatat în mod constant atunci când declarațiile de evaluare sunt vagi. Oamenii pot citi propriile înțelesuri în evaluările pe care le primesc, astfel încât evaluarea devine "personală" pentru ei. Cele mai eficiente declarații includ expresia "uneori", cum ar fi: "uneori vă simțiți foarte siguri de dvs. în timp ce în alte momente nu sunteți la fel de încrezători". Această frază se poate aplica aproape oricui, astfel încât fiecare persoană poate citi în ea o semnificație "personală". Menținerea declarațiilor vagi în acest fel asigură respectarea efectului Forer în studiile de replicare.
Persoanele fizice sunt mai predispuse să accepte evaluări negative despre sine dacă percep persoanele care le prezintă aceste evaluări ca pe niște profesioniști. Dovezile sugerează, de asemenea, că persoanele cu personalități autoritare sau nevrotice sau care au o nevoie mai mare decât cea obișnuită de aprobare au mai multe șanse să manifeste efectul Barnum.

## Cercetări recente

### Credința în paranormal
Persoanele care, de exemplu, cred în acuratețea horoscopului, au o tendință mai mare de a crede că generalitățile vagi ale răspunsului se aplică în mod special pentru ele. Studiile privind relația dintre simptomele ușoare ale schizofreniei și susceptibilitatea la efectul Forer au arătat un procent mare de corelație. Cu toate acestea, studiul lui Rogers și Soule din 2009 a testat, de asemenea, credințele astrologice ale subiecților. Atât scepticii chinezi, cât și cei occidentali aveau mai multe șanse să identifice ambiguitatea în profilurile Barnum. 

### Autosuficiență
În funcție de gradul de autosuficiență, subiecții acceptă atribute pozitive despre ei înșiși, respingând pe cele negative. Într-un studiu, subiecții au primit trei descrieri de personalitate: una constând din profiluri Barnum care conțin trăsături de personalitate dezirabile din punct de vedere social, una conținând un amestec de trăsături pozitive și negative, iar ultima conține profiluri pline de trăsături negative. (numite și "defecte comune"). 
Subiecții care au primit rapoartele de interes social și mixt au fost mult mai mult de acord cu evaluările de personalitate decât subiecții care au primit rapoarte negative, deși nu a existat o diferență semnificativă între primele două grupuri. 
Într-un alt studiu, subiecții au primit o listă de trăsături în locul evaluării personale obișnuite. Subiecții au fost rugați să evalueze cât de mult au simțit aceste trăsături aplicate lor. În concordanță cu tendința de autosuficiență, majoritatea subiecților au fost de acord cu trăsături pozitive despre ei înșiși și nu au fost de acord cu cele negative.  
Michael Birnbaum, profesor de psihologie la Universitatea de Stat din California, Fullerton, a observat că efectul Forer este folosit de magicieni și psihanaliști atunci când dau așa-numitele " lecturi reci ", precum și de anumite personalități ale televiziunii care pretinda fi experți în psihanaliză și declară că pot diagnostica problemele psihologice ale unui oaspete în câteva minute. "Psihologii adevărați sunt îngroziți de această practică", afirmă Birnbaum, dar nu reușesc să-i critice în mod energic în public pe farsori și astfel aceștia continuă să fie tratați cu un respect pe care nu-l merită. "Este regretabil faptul că psihologia academică nu a acordat mai multă atenție tehnicii de citire rece", a scris Denis Dutton în 1988, "în măsura în care practica larg răspândită a lecturii reci de succes formează baza credinței multor oameni din societatea de azi în puteri paranormale." În timp ce psihologii universitari s-au concentrat în studiile lor asupra studenților, Dutton a cerut "analiza tehnicilor și metodelor reale folosite de cititorii reci". 
Un articol în 2016 a explicat comercianților cum să folosească efectul Forer pentru a câștiga clienții. Principalul sfat a fost acela de a folosi lingușirea. 
"Morala Demonstrației Barnum", a spus Birnbaum, este că "validarea de sine nu este o nonvalidare. Nu vă lăsați păcăliți de falși psihoterapeuți, de vraci sau de un vindecători care folosesc acest truc asupra voastră! Fiți sceptici și cereți dovezi. Țineți banii în portofel, portofelul în buzunar și mâna pe portofel. " 